# جون كليري (سياسي)
جون كليري هو سياسي أسترالي، ولد في 29 أبريل 1883 في Pitt Town, New South Wales ‏ في أستراليا، وتوفي في 2 أكتوبر 1962. نشط حزبياً في حزب العمال الأسترالي. وقد انتخب عضو الجمعية التشريعية لنيو ساوث ويلز ‏.